# バンダイネットワークス
バンダイネットワークス株式会社（英: BANDAI NETWORKS CO.,LTD.）は、かつてモバイルコンテンツおよびソリューション事業を行っていた日本の企業。株式会社バンダイナムコホールディングスの完全子会社であった。
携帯電話コンテンツ配信や携帯電話向けミドルウェアの開発およびeコマース、マーケティング活動を行っていた。
モバイルコンテンツ事業の強化のため、2009年4月1日付でバンダイナムコゲームスに吸収合併された。

## 沿革
- 1998年2月 - バンダイにてニュープロパティ開発部が発足。
- 2000年
  - 4月 - ネットワーク事業部に名称変更。
  - 9月 - ネットワーク事業部を分社し、バンダイネットワークス発足。
- 2003年12月12日 - JASDAQ市場に上場。
- 2005年9月 - 本社を東京都港区東新橋一丁目6番1号21階に移転。
- 2007年11月8日 - 完全子会社化を目的としてバンダイナムコホールディングスによる公開買い付けが実施される。
- 2008年
  - 2月15日 - 上場廃止。
  - 2月21日 - 株式交換によってバンダイナムコホールディングスの完全子会社となる。
  - 8月6日 - 2009年4月1日を目処にバンダイナムコゲームスへ統合されると発表。
  - 11月29日 - 本社を東京都品川区東品川4丁目12番4号 品川シーサイドパークタワー20階に移転（バンダイナムコゲームス本社に隣接）。
- 2009年4月1日 - バンダイナムコゲームスに吸収合併され解散。同社NE事業本部となる。